# Lista de gêneros Ediacaranos
- Gênero válido
- Sinônimo júnior
- Status vago
- Taxon rejeitado

| Nome                 | Autores                                            | Ano  | Taxonomia                   | Validade | Notas | País      |
| -------------------- | -------------------------------------------------- | ---- | --------------------------- | -------- | --- | --------- |
| Affinovendia         | Sokolov                                            | 1984 |                             |          | Reinterpretada como icnofóssil de Treptichnus lublinensis - idade cambriana                                            | Russia    |
| Albumares            | Fedonkin                                           | 1976 | Trilobozoa                  |          | | Russia    |
| Amorphia             | Grytsenko                                          | 2016 |                             |          | | Ukraine   |
| Anabylia             | Vodanjuk                                           | 1989 |                             |          | Fóssil discóide sem caracteres claros de diagnóstico                                                                   | Russia    |
| Andiva               | Fedonkin                                           | 2002 | Proarticulata               |          | | Russia    |
| Anfesta              | Fedonkin                                           | 1984 | Trilobozoa                  |          | | Russia    |
| Annulatubus          | Calla A. Carbone et al.                            | 2015 |                             |          | | Canada    |
| Annulusichnus        | Zhang                                              | 1986 |                             |          | Sinônimo júnior de Gaojiashania, fóssil tubular                                                                        | China     |
| Arborea              | Glaessner et Wade                                  | 1966 |                             |          | Sinônimo júnior de Charniodiscus                                                                                       | Australia |
| Archaeaspinus        | Ivantsov                                           | 2007 | Proarticulata               |          | | Russia    |
| Archaeichnum         | Glaessner                                          | 1963 |                             |          | Fóssil cônico tubular                                                                                                  | Namibia   |
| Archangelia          | Fedonkin                                           | 1979 |                             |          | Organismo simétrico bilateral com forma ovóide. Segundo Grazhdankin, Ph.D. (2004), é sinônimo júnior de Onegia nenoxa. | Russia    |
| Arkarua              | Gehling                                            | 1987 |                             |          | | Australia |
| Armillifera          | Fedonkin                                           | 1980 | Proarticulata               |          | | Russia    |
| Arumberia            | Glaessner et Walter                                | 1975 |                             |          | | Australia |
| Askinica             | Bekker                                             | 1996 |                             |          | Fóssil discóide sem caracteres claros de diagnóstico                                                                   | Russia    |
| Aspidella'           | Billings                                           | 1872 |                             |          | Fóssil discóide biradial                                                                                               | Canada    |
| Astra                | Grytsenko                                          | 2016 |                             |          | | Ukraine   |
| Atakia               | Palij                                              | 1979 |                             |          | | Ukraine   |
| Ausia                | Hahn et Pflug                                      | 1985 |                             |          | | Namibia   |
| Avalofractus         | Narbonne, Laflamme, Greentree et Trusler           | 2009 |                             |          | | Canada    |
| Aviculaichnus        | Grytsenko                                          | 2009 |                             |          | Sinônimo júnior de Nenoxites                                                                                           | Ukraine   |
| Baikalina            | Sokolov                                            | 1972 |                             |          | Sinônimo júnior de Ernietta                                                                                            | Russia    |
| Barmia               | Bekker                                             | 1996 |                             |          | Fóssil discóide sem caracteres claros de diagnóstico                                                                   | Russia    |
| Beltanella           | Sprigg                                             | 1947 |                             |          | Fóssil discóide sem caracteres claros de diagnóstico                                                                   | Australia |
| Beltanelliformis     | Menner                                             | 1974 | Colônia de cianobactérias   |          | Fóssil discóide | Russia    |
| Beltanelloides       | Sokolov                                            | 1972 |                             |          | Nomen nudum, sinônimo de Beltanelliformis                                                                              | Russia    |
| Beothukis            | Brasier et Antcliffe                               | 2009 |                             |          | | Canada    |
| Bernashevia          | Grytsenko                                          | 2016 |                             |          | | Ukraine   |
| Bessarabia           | Gureev                                             | 1988 |                             |          | Fóssil discóide sem caracteres claros de diagnóstico                                                                   | Ukraine   |
| Bilinichnus          | Fedonkin et Palij                                  | 1979 | Icnofóssil                  |          | Icnofóssil ou pseudofóssil                                                                                             | Russia    |
| Blackbrookia         | Boynton et Ford                                    | 1995 |                             |          | Rejeitado como taxon válido, estrutura fóssil do tipo ”ivesheadiomorph"                                                | UK        |
| Bomakellia           | Fedonkin                                           | 1985 |                             |          | Possível sinônimo júnior de Rangea                                                                                     | Russia    |
| Bonata               | Fedonkin                                           | 1980 |                             |          | | Russia    |
| Brachina             | Wade                                               | 1972 |                             |          | | Australia |
| Bradgatia            | Boynton et Ford                                    | 1995 |                             |          | | UK        |
| Bronicella           | Zaika-Novatsky                                     | 1965 |                             |          | Fóssil discóide sem caracteres claros de diagnóstico                                                                   | Ukraine   |
| Buchholzbrunnichnus  | Germs                                              | 1973 |                             |          | | Namibia   |
| Bunyerichnus         | Glaessner                                          | 1969 |                             |          | Pseudofóssil | Australia |
| Burykhia             | Fedonkin, Vickers-Rich, Swalla, Trusler et Hall    | 2012 |                             |          | | Russia    |
| Calyptrina           | Sokolov                                            | 1965 |                             |          | | Russia    |
| Catellichnus         | Bekker                                             | 1989 | Palaeopascichnideo          |          | | Russia    |
| Catenasphaerophyton  | Yan et al.                                         | 1992 | Palaeopascichnideo          |          | | China     |
| Charnia              | Ford                                               | 1958 |                             |          | | UK        |
| Charniodiscus        | Ford                                               | 1958 |                             |          | | UK        |
| Chondroplon          | Wade                                               | 1971 |                             |          | Provavelmente um sinônimo júnior de Dickinsonia                                                                        | Australia |
| Cloudina             | Germs                                              | 1972 |                             |          | | Namibia   |
| Cocardia             | Grytsenko                                          | 2016 |                             |          | | Ukraine   |
| Conomedusites        | Glaessner et Wade                                  | 1966 |                             |          | | Australia |
| Conotubus            | Zhang et Lin                                       | 1986 |                             |          | | China     |
| Coronacollina        | Clites, Droser et Gehling                          | 2012 | Esponja (?)                 |          | | Australia |
| Corumbella           | Hahn, Hahn, Leonardos, Pflug et Walde              | 1982 |                             |          | | Brazil    |
| Cyanorus             | Ivantsov                                           | 2004 |                             |          | | Russia    |
| Cyclomedusa          | Sprigg                                             | 1947 |                             |          | Fóssil discóide sem caracteres claros de diagnóstico                                                                   | Australia |
| Dactyloichnus        | Grytsenko                                          | 2016 |                             |          | | Ukraine   |
| Dickinsonia          | Sprigg                                             | 1947 |                             |          | | Australia |
| Ediacaria            | Sprigg                                             | 1947 |                             |          | Fóssil discóide sem caracteres claros de diagnóstico                                                                   | Australia |
| Elainabella          | Stephen M. Rowland and Margarita G. Rodriguez      | 2014 | Protoctista                 |          | Alga multicelular | USA       |
| Elasenia             | Fedonkin                                           | 1983 |                             |          | | Ukraine   |
| Eoandromeda          | Tang, Yin, Bengtson, Liu, Wang et Gao              | 2008 | Ctenophora                  |          | | China     |
| Eocyathispongia      | Zongjun Yin et al.                                 | 2015 | Porifera                    |          | Pequena esponja de 3 câmaras                                                                                           | China     |
| Eoporpita            | Wade                                               | 1972 |                             |          | | Australia |
| Epibaion             | Ivantsov                                           | 2002 | Icnofóssil                  |          | Traços de alimentação de Proarticulata                                                                                 | Russia    |
| Ernietta             | Pflug                                              | 1966 |                             |          | | Namibia   |
| Evmiaksia            | Fedonkin                                           | 1984 |                             |          | Fóssil discóide sem caracteres claros de diagnóstico                                                                   | Russia    |
| Fedomia              | Serezhnikova et Ivantsov                           | 2007 | Esponja (?)                 |          | | Russia    |
| Flavostratum         | Serezhnikova                                       | 2013 |                             |          | | Russia    |
| Fractofusus          | Gehling et Narbonne                                | 2007 |                             |          | | Canada    |
| Frondophyllas        | Bamforth et Narbonne                               | 2009 |                             |          | | Canada    |
| Funisia              | Droser et Gehling                                  | 2008 |                             |          | | Australia |
| Gaojiashania         | Yang, Zhang et Lin                                 | 1986 |                             |          | | China     |
| Garania              | Bekker                                             | 1996 |                             |          | Fóssil discóide sem caracteres claros de diagnóstico                                                                   | Russia    |
| Gehlingia            | McMenamin                                          | 1998 |                             |          | | Australia |
| Gibbavasis           | Vaziri, Majidifard et Laflamme                     | 2018 |                             |          | | Iran      |
| Glaessnerina         | Germs                                              | 1973 |                             |          | Sinônimo júnior de Charnia                                                                                             | Australia |
| Gureevella           | Menasova                                           | 2006 |                             |          | | Ukraine   |
| Hadrynichorde        | Hofmann, O'Brien, et King                          | 2008 |                             |          | | Canada    |
| Hagenetta            | Hahn et Pflug                                      | 1988 |                             |          | Sinônimo júnior de Beltanelliformis                                                                                    | Namibia   |
| Hallidaya            | Wade                                               | 1969 |                             |          | | Australia |
| Haootia              | Liu et al.                                         | 2014 | Cnidaria                    |          | | Canada    |
| Harlaniella          | Sokolov                                            | 1972 | Vendotaenideo               |          | | Ukraine   |
| Hapsidophyllas       | Bamforth et Narbonne                               | 2009 |                             |          | | Canada    |
| Hiemalora            | Fedonkin                                           | 1982 |                             |          | | Russia    |
| Horodyskia           | Yochelson & Fedonkin                               | 2000 |                             |          | | Russia    |
| Ichnusa              | Debrenn et Naud                                    | 1981 |                             |          | | Spain     |
| Inaria               | Gehling                                            | 1987 |                             |          | | Australia |
| Inkrylovia           | Fedonkin                                           | 1979 |                             |          | Sinônimo júnior de Onegia                                                                                              | Russia    |
| Intrites             | Fedonkin                                           | 1980 | Palaeopascichnideo          |          | | Russia    |
| Irridinitus          | Fedonkin                                           | 1983 |                             |          | Fóssil discóide sem caracteres claros de diagnóstico                                                                   | Ukraine   |
| Ivesheadia           | Boynton et Ford                                    | 1995 |                             |          | Rejeitado como taxon válido, estrutura fóssil do tipo ”ivesheadiomorph"                                                | UK        |
| Ivovicia             | Ivantsov                                           | 2007 | Proarticulata               |          | | Russia    |
| Jampolium            | Gureev                                             | 1988 |                             |          | fóssil discóide sem caracteres claros de diagnóstico                                                                   | Ukraine   |
| Kaisalia             | Fedonkin                                           | 1984 |                             |          | Fóssil discóide sem caracteres claros de diagnóstico                                                                   | Russia    |
| Karakhtia            | Ivantsov                                           | 2004 | Proarticulata               |          | | Russia    |
| Keretsa              | Ivantsov                                           | 2017 |                             |          | | Russia    |
| Khatyspytia          | Fedonkin                                           | 1985 |                             |          | | Russia    |
| Kimberella           | Glaessner & Wade                                   | 1966 |                             |          | | Australia |
| Kimberichnus         | Ivantsov                                           | 2013 | Icnofóssil                  |          | Traços de alimentação de Kimberella                                                                                    | Russia    |
| Komarovia            | Grytsenko                                          | 2016 |                             |          | | Ukraine   |
| Kuibisia             | Hahn et Pflug                                      | 1985 |                             |          | | Namibia   |
| Kuckaraukia          | Razumovskiy, Ivantsov, Novikov et Korochantsev     | 2015 |                             |          | | Russia    |
| Lamonte              | Meyer, Xiao, Gill, Schiffbauer, Chen, Zhou et Yuan | 2014 | Icnofóssil                  |          | | China     |
| Lomoziella           | Grytsenko                                          | 2016 |                             |          | | Ukraine   |
| Lomosovis            | Fedonkin                                           | 1983 |                             |          | | Ukraine   |
| Lorenzinites         | Glaessner et Wade                                  | 1966 |                             |          | Possível sinônimo júnior de Rugoconites                                                                                | Australia |
| Lossinia             | Ivantsov                                           | 2007 | Proarticulata               |          | | Russia    |
| Madigania            | Sprigg                                             | 1949 |                             |          | Madigania (Whitley, 1945) substituído por Spriggia                                                                     | Australia |
| Margaritiflabellum   | Ivantsov                                           | 2014 |                             |          | | Russia    |
| Marywadea            | Glaessner                                          | 1976 | Proarticulata               |          | | Australia |
| Mawsonites           | Glaessner et Wade                                  | 1966 |                             |          | | Australia |
| Medusina             | Sprigg                                             | 1949 |                             |          | Medusina (Walcott, 1898) substituído por Medusinites                                                                   | Australia |
| Medusinites          | Glaessner et Wade                                  | 1966 |                             |          | Fóssil discóide sem caracteres claros de diagnóstico                                                                   | Australia |
| Medvezichnus         | Fedonkin                                           | 1985 | Icnofóssil                  |          | Espécime único de natureza duvidosa                                                                                    | Russia    |
| Mezenia              | Sokolov                                            | 1976 |                             |          | | Russia    |
| Mialsemia            | Fedonkin                                           | 1985 |                             |          | Sinônimo júnior de Bomakellia (ou Rangea)                                                                              | Russia    |
| Nadalina             | Narbonne et Hofmann                                | 1987 |                             |          | Fóssil discóide sem caracteres claros de diagnóstico                                                                   | Canada    |
| Namacalathus         | Grotzinger, Watters, et Knoll                      | 2000 |                             |          | | Namibia   |
| Namalia              | Germs                                              | 1968 |                             |          | | Namibia   |
| Namamedusium         | Zessin                                             | 2008 |                             |          | Sinônimo júnior de Beltanelliformis                                                                                    | Namibia   |
| Namapoikia           | Wood, Grotzinger et Dickson                        | 2002 |                             |          | | Namibia   |
| Nasepia              | Germs                                              | 1973 |                             |          | | Namibia   |
| Nemiana              | Palij                                              | 1976 |                             |          | Sinônimo júnior de Beltanelliformis                                                                                    | Ukraine   |
| Nenoxites            | Fedonkin                                           | 1976 |                             |          | | Russia    |
| Nilpenia             | Droser et al.                                      | 2014 |                             |          | | Australia |
| Nimbia               | Fedonkin                                           | 1980 |                             |          | | Russia    |
| Obamus               | Dzaugis, Evans, Droser, Gehling et Hughes          | 2018 |                             |          | | Australia |
| Olgerdina            | Grytsenko                                          | 2016 |                             |          | | Ukraine   |
| Onega                | Fedonkin                                           | 1976 | Proarticulata               |          | | Russia    |
| Onegia               | Sokolov                                            | 1976 |                             |          | | Russia    |
| Orbisiana            | Sokolov                                            | 1976 | Palaeopascichnideo          |          | | Russia    |
| Orthogonium          | Gürich                                             | 1930 |                             |          | | Namibia   |
| Ovatoscutum          | Glaessner et Wade                                  | 1966 | Proarticulata               |          | | Australia |
| Palaeopascichnus     | Palij                                              | 1976 | Palaeopascichnideo          |          | | Ukraine   |
| Palaeophragmodictya  | Gehling et Rigby                                   | 1996 |                             |          | | Australia |
| Palaeospinther       | Menasova                                           | 2006 |                             |          | | Ukraine   |
| Paleoplatoda         | Fedonkin                                           | 1979 |                             |          | | Russia    |
| Paliella             | Fedonkin                                           | 1980 |                             |          | Fóssil discóide sem caracteres claros de diagnóstico                                                                   | Russia    |
| Pambikalbae          | Jenkins et Nedin                                   | 2007 |                             |          | | Australia |
| Papillionata         | Sprigg                                             | 1947 | Proarticulata               |          | Sinônimo júnior de Dickinsonia                                                                                         | Australia |
| Paracharnia          | Sun                                                | 1986 |                             |          | | China     |
| Paramedusium         | Gürich                                             | 1933 |                             |          | Fóssil discóide sem caracteres claros de diagnóstico                                                                   | Namibia   |
| Paravendia           | Ivantsov                                           | 2004 | Proarticulata               |          | | Russia    |
| Parvancorina         | Glaessner                                          | 1958 |                             |          | | Australia |
| Parviscopa           | Hofmann, O'Brien et King                           | 2008 |                             |          | | Canada    |
| Pectinifrons         | Bamforth, Narbonne et Anderson                     | 2008 |                             |          | | Canada    |
| Persimedusites       | Hahn et Pflug                                      | 1980 |                             |          | | Iran      |
| Petalostoma          | Pflug                                              | 1973 |                             |          | Rejeitado como taxon válido                                                                                            | Namibia   |
| Phyllozoon           | Jenkins et Gehlig                                  | 1978 | Proarticulata               |          | | Australia |
| Planomedusites       | Sokolov                                            | 1972 |                             |          | Fóssil discóide sem caracteres claros de diagnóstico                                                                   | Ukraine   |
| Platypholinia        | Fedonkin                                           | 1985 |                             |          | | Russia    |
| Plexus               | Joel, Droser & Gehling                             | 2014 |                             |          | | Australia |
| Podolimirus          | Fedonkin                                           | 1983 | Proarticulata               |          | | Ukraine   |
| Podoliina            | Gureev                                             | 1988 |                             |          | Sinônimo júnior de Nenoxites                                                                                           | Ukraine   |
| Pollukia             | Gureev                                             | 1987 |                             |          | Fóssil discóide sem caracteres claros de diagnóstico                                                                   | Ukraine   |
| Pomoria              | Fedonkin                                           | 1980 |                             |          | | Russia    |
| Praecambridium       | Glaessner et Wade                                  | 1966 | Proarticulata               |          | | Australia |
| Primocandelabrum     | Hofmann, O'Brien et King                           | 2008 |                             |          | | Canada    |
| Propalaeolina        | Menasova                                           | 2006 |                             |          | | Ukraine   |
| Protechiurus         | Glaessner                                          | 1979 |                             |          | | Namibia   |
| Protodipleurosoma    | Sprigg                                             | 1949 |                             |          | Fóssil discóide sem caracteres claros de diagnóstico                                                                   | Australia |
| Protoniobia          | Sprigg                                             | 1949 |                             |          | Fóssil discóide sem caracteres claros de diagnóstico                                                                   | Australia |
| Pseudohiemalorachnus | Grytsenko                                          | 2009 |                             |          | Sinônimo júnior de Nenoxites                                                                                           | Ukraine   |
| Pseudorhizostomites  | Sprigg                                             | 1949 |                             |          | Estrutura biogênica problemática                                                                                       | Australia |
| Pseudorhopilema      | Sprigg                                             | 1949 |                             |          | Sinônimo júnior de Pseudorhizostomites                                                                                 | Australia |
| Pseudovendia         | Boynton et Ford                                    | 1979 |                             |          | Rejeitado como taxon válido, estruturas do tipo ”ivesheadiomorph"                                                      | UK        |
| Pteridinium          | Gürich                                             | 1933 |                             |          | | Namibia   |
| Ramellina            | Fedonkin                                           | 1980 |                             |          | | Russia    |
| Rangea               | Gürich                                             | 1929 |                             |          | | Namibia   |
| Redkinia             | Sokolov                                            | 1977 |                             |          | | Russia    |
| Rugoconites          | Glaessner et Wade                                  | 1966 |                             |          | | Australia |
| Saarina              | Sokolov                                            | 1965 |                             |          | | Russia    |
| Seirisphaera         | Chen, Xiao et Yuan                                 | 1996 | Palaeopascichnideo          |          | | China     |
| Sekwia               | Hofmann                                            | 1981 |                             |          | Fóssil discóide sem caracteres claros de diagnóstico                                                                   | Canada    |
| Sekwitubulus         | Calla A. Carbone et al.                            | 2015 |                             |          | | Canada    |
| Serebrina            | Istchenko                                          | 1983 |                             |          | | Ukraine   |
| Shaanxilithes        | Xing, Yue et Zhang                                 | 1984 |                             |          | Sinônimo júnior de Nenoxites                                                                                           | China     |
| Shepshedia           | Boynton et Ford                                    | 1995 |                             |          | Rejeitado como taxon válido, estrutura fóssil tipo ”ivesheadiomorph"                                                   | UK        |
| Sinotubulites        | Chen, Chen et Qian                                 | 1981 |                             |          | | China     |
| Skinnera             | Wade                                               | 1969 | Trilobozoa                  |          | | Australia |
| Skolithos declinatus | Fedonkin                                           | 1985 | Icnofóssil                  |          | | Russia    |
| Solza                | Ivantsov                                           | 2004 |                             |          | | Russia    |
| Somatohelix          | Sappenfield, Droser et Gehling                     | 2011 |                             |          | | Australia |
| Spriggia             | Southcott                                          | 1958 |                             |          | Fóssil discóide sem caracteres claros de diagnóstico                                                                   | Australia |
| Spriggina            | Glaessner                                          | 1958 | Proarticulata               |          | | Australia |
| Staurinidia          | Fedonkin                                           | 1985 |                             |          | | Russia    |
| Stellaria            | Grytsenko                                          | 2016 |                             |          | | Ukraine   |
| Streptichnus         | Jensen et Runnegar                                 | 2005 | Vendotaenideo ou Icnofóssil |          | | Namibia   |
| Studenicia           | Gureev                                             | 1983 |                             |          | Icnofósssil putativo a Monocraterion                                                                                   | Ukraine   |
| Suzmites             | Fedonkin                                           | 1981 |                             |          | Sinônimo júnior de Onegia                                                                                              | Russia    |
| Swartpuntia          | Narbonne, Saylor et Grotzinger                     | 1997 |                             |          | | Namibia   |
| Tamga                | Ivantsov                                           | 2007 | Proarticulata               |          | | Russia    |
| Tateana              | Sprigg                                             | 1949 |                             |          | Fóssil discóide sem caracteres claros de diagnóstico                                                                   | Australia |
| Temnoxa              | Ivantsov                                           | 2004 |                             |          | | Russia    |
| Thectardis           | Clapham, Narbonne, Gehling, Greentree et Anderson  | 2004 | Esponja (?)                 |          | | Canada    |
| Tirasiana            | Palij                                              | 1976 |                             |          | Fóssil discóide sem caracteres claros de diagnóstico                                                                   | Ukraine   |
| Trepassia            | Narbonne, Laflamme, Greentree et Trusler           | 2009 |                             |          | | Canada    |
| Tribrachidium        | Glaessner                                          | 1959 | Trilobozoa                  |          | | Australia |
| Triforillonia        | Gehling, Narbonne et Anderson                      | 2000 |                             |          | | Canada    |
| Vaizitsinia          | Sokolov et Fedonkin                                | 1981 |                             |          | Sinônimo júnior de Rangea                                                                                              | Russia    |
| Valdainia            | Fedonkin                                           | 1983 | Proarticulata               |          | | Ukraine   |
| Vaveliksia           | Fedonkin                                           | 1983 | Esponja (?)                 |          | | Ukraine   |
| Velancorina          | Pflug                                              | 1966 |                             |          | | Namibia   |
| Vendella             | Gureev                                             | 1987 |                             |          | Fóssil discóide sem caracteres claros de diagnóstico                                                                   | Ukraine   |
| Vendia               | Keller                                             | 1969 | Proarticulata               |          | | Russia    |
| Vendichnus           | Fedonkin                                           | 1979 |                             |          | Possível pseudofóssil                                                                                                  | Russia    |
| Vendoconularia       | Ivantsov et Fedonkin                               | 2002 | Conulata                    |          | | Russia    |
| Vendoglossa          | Seilacher                                          | 2007 |                             |          | | Namibia   |
| Vendomia             | Keller                                             | 1976 | Proarticulata               |          | Sinônimo júnior de Dickinsonia                                                                                         | Russia    |
| Vendomyces           | M.B. Burzin                                        | 1993 | Chytridiomycetes            |          | | Russia    |
| Vendotaenia          | Gnilovskaya                                        | 1971 | Vendotaenideo               |          | | Russia    |
| Ventogyrus           | Ivantsov et Grazhdankin                            | 1997 |                             |          | | Russia    |
| Veprina              | Fedonkin                                           | 1980 |                             |          | | Russia    |
| Vernanimalcula       | Chen J. Y                                          | 2004 |                             |          | | China     |
| Vimenites            | Fedonkin                                           | 1980 |                             |          | | Russia    |
| Vinlandia            | Brasier, Antcliffe et Liu                          | 2012 |                             |          | | Canada    |
| Virgatia             | Grytsenko                                          | 2016 |                             |          | | Ukraine   |
| Vladimissa           | Fedonkin                                           | 1985 |                             |          | | Russia    |
| Wigwamiella          | Runnegar                                           | 1991 |                             |          | Fóssil discóide sem caracteres claros de diagnóstico                                                                   | Australia |
| Windermeria          | Narbonne                                           | 1994 |                             |          | | Canada    |
| Wutubus              | Chen, Zhou, Xiao, Wang, Guan, Hong et Yuan         | 2014 |                             |          | | China     |
| Yangtziramulus       | Shen, Xiao, Zhou et Yuan                           | 2009 |                             |          | | China     |
| Yarnemia             | Nesov in Chistyakov et al                          | 1984 |                             |          | | Russia    |
| Yelovichnus          | Fedonkin                                           | 1985 | Palaeopascichnideo          |          | Sinônimo júnior de Palaeopascichnus                                                                                    | Russia    |
| Yorgia               | Ivantsov                                           | 1999 | Proarticulata               |          | | Russia    |
| Yuria                | Grytsenko                                          | 2016 |                             |          | | Ukraine   |
| Zolotytsia           | Fedonkin                                           | 1981 |                             |          | | Russia    |